# Dorud
Dorud (perski: دورود) – miasto w Iranie, w ostanie Lorestan. W 2006 roku miasto liczyło 159 026 mieszkańców w 13 087 rodzinach.